# A Ciprusi Királyság uralkodóinak listája
A Ciprusi Királyság uralkodóinak listája Ciprus azon uralkodóit tartalmazza, akik a Ciprusi Királyság 1192-1489 közötti fennállása idején a sziget urai, régensei, vagy formálisan megkoronázott királyai illetve királynői voltak.
Ciprus 1192-1489 a Lusignan-ház (1267-től Lusignan-Poitiers-ház) uralma alatt állt, mivel a keresztes háborúk idején a keresztény lovagok elhódították a szigetet egy a Bizánci Birodalom ellen fellázadt önjelölt császártól, és keresztes királyságot hoztak létre rajta. Akkón 1291-es eleste után ez a sziget lett a keresztesek utolsó menedéke. Hosszú ideig itt volt a templomosok egyik központja. Független királyság, volt, ám a környező államok (például a Német-római Birodalom, az egyiptomi Mamlúk Birodalom, végül a Velencei Köztársaság) kisebb-nagyobb sikerrel igyekeztek befolyásolni belügyeit és meghatározni külpolitikáját. (Egyiptom esetében például előfordult az is, hogy Ciprus évi adót fizetett.) Végül 1489-ben velencei uralom alá került.

## Lusignan-ház
| N     | Portré vagy pénzérme | Dinasztia               | Uralkodó                                                                     | Uralkodott            | Megjegyzés |
| ----- | -------------------- | ----------------------- | ---------------------------------------------------------------------------- | --------------------- | --- |
| [1.]  |                      | Lusignan-ház            | Guidó * 1150 körül † 1194. július 18. (kb. 44 évesen)                        | 1192 – 1194 (2 évig)  | Ciprus ura. Korábban jeruzsálemi király.                                                                                 |
| [2.]  |                      | Lusignan-ház            | Amalrik * 1144 körül † 1205. április 1. (kb. 61 évesen)                      | 1194 – 1205 (11 évig) | Lusignan Guido bátyja. 1197-től király, addig Ciprus ura. Jeruzsálemi király is.                                         |
| [3.]  |                      | Lusignan-ház            | I. Hugó * 1193/1194 † 1218. január 10. (24–25 évesen)                        | 1205 – 1218 (13 évig) | Amalrik fia. |
| [4.]  |                      | Lusignan-ház            | I. Kövér Henrik * 1217. május 3. † 1253. január 18. (35 évesen)              | 1218 – 1253 (35 évig) | I. Hugó fia. |
| [5.]  | –                    | Lusignan-ház            | II. Hugó * 1252 júniusa/augusztusa † 1267. december 5. (15 évesen)           | 1253 – 1267 (14 évig) | I. Henrik fia. |
| [6.]  |                      | Lusignan(-Poitiers)-ház | III. Nagy Hugó * 1235 † 1284. március 4. (49 évesen)                         | 1267 – 1284 (17 évig) | I. Hugó anyai unokája. Jeruzsálemi király is.                                                                            |
| [7.]  | –                    | Lusignan(-Poitiers)-ház | I. János * 1259 † 1285. május 20. (26 évesen)                                | 1284 – 1285 (1 évig)  | III. Hugó fia. Jeruzsálemi király is.                                                                                    |
| [8.]  |                      | Lusignan(-Poitiers)-ház | II. Henrik * 1270 † 1324. augusztus 31. (54 évesen)                          | 1285 – 1306 (21 évig) | I. János fivére. Jeruzsálemi király is.                                                                                  |
| –     | –                    | Lusignan(-Poitiers)-ház | Türoszi Amalrik * 1272 körül † 1310. június 5. (kb. 38 évesen)               | (1306 – 1310)         | II. Henrik fivére. Csak régens.                                                                                          |
| [9.]  |                      | Lusignan(-Poitiers)-ház | II. Henrik (2x)                                                              | 1310 – 1324 (14 évig) | Második uralkodása. |
| [10.] | –                    | Lusignan(-Poitiers)-ház | IV. Hugó * 1294 körül † 1359. október 10. (kb. 65 évesen)                    | 1324 – 1358 (34 évig) | II. Henrik unokaöccse. 1358-ban lemondott a trónról.                                                                     |
| [11.] |                      | Lusignan(-Poitiers)-ház | I. Péter * 1328. október 9. † 1369. január 17. (40 évesen)                   | 1358 – 1369 (11 évig) | IV. Hugó fia. Örmény király is.                                                                                          |
| [12.] | –                    | Lusignan(-Poitiers)-ház | II. Kövér Péter * 1357 † 1382. október 13. (25 évesen)                       | 1369 – 1382 (13 évig) | I. Péter fia. |
| [13.] | –                    | Lusignan(-Poitiers)-ház | I. Jakab * 1334 † 1398. szeptember 9. (64 évesen)                            | 1382 – 1398 (16 évig) | IV. Hugó fia. |
| [14.] |                      | Lusignan(-Poitiers)-ház | I. Janus * 1374/1375 † 1432. június 29. (57–58 évesen)                       | 1398 – 1432 (34 évig) | I. Jakab fia. |
| [15.] |                      | Lusignan(-Poitiers)-ház | II. János * 1418. május 16. † 1458. július 28. (40 évesen)                   | 1432 – 1458 (26 évig) | I. János fia. |
| [16.] |                      | Lusignan(-Poitiers)-ház | I. Sarolta * 1444. június 28. † 1487. július 16. (43 évesen)                 | 1458 – 1461 (3 évig)  | II. János leánya. Férjével Savoyai Lajossal uralkodott. 1461-ben elhagyja a szigetet, de a hívei még 1464-ig kitartanak. |
| [17.] |                      | Lusignan(-Poitiers)-ház | II. Törvénytelen Jakab * 1438 † 1473. július 10. (35 évesen)                 | 1461 – 1473 (12 évig) | II. János természetes fia.                                                                                               |
| [18.] | –                    | Lusignan(-Poitiers)-ház | III. Utószülőtt Jakab * 1473. augusztus 28. † 1474. augusztus 26. (1 évesen) | 1473 – 1474 (1 évig)  | II. Jakab (utószülőtt) és Cornaro Katalin fia.                                                                           |
| [19.] |                      | Lusignan(-Poitiers)-ház | I. Cornaro Katalin * 1454. november 25. † 1510. július 10. (55 évesen)       | 1474 – 1489 (15 évig) | III. Jakab édesanyja. 1489-ben lemondott a trónról.                                                                      |

Ciprus királyai a Jeruzsálemi Királyság megszűnése (1291) ellénére továbbra is viselték a Jeruzsálem királya címet, és e címen királyaikat többnyire Famagustában koronázták meg. Emellett 1393-tól, az utolsó örmény király, V. (VI.) Leó halála után az 1375-ben megszűnt kilíkiai Örmény Királyság örököseinek tekintették magukat, és az Örményország királya címet is használták, hiszen az utolsó örmény király is Lusignan-házból származott, és a megszűnt királyság utolsó erődjét, Korikoszt 1448-ig még a kezükben tartották. 1487-ben I. Sarolta halálával, aki unokatestvéréhez, a ciprusi királyi hercegnőtől született Savoyai Lajoshoz ment feleségül, a Savoyai-ház feje a királynő örököseként felvette a Ciprus, Jeruzsálem és Örményország királya címeket, és a mindenkori Savoyai uralkodó 1946-ig viselte ezeket a titulusokat.